# Brigadier Gerard
Brigadier Gerard é um filme mudo britânico de 1915, do gênero drama, dirigido por Bert Haldane e estrelado por Lewis Waller, Madge Titheradge e A.E. George. É baseado no conto Brigadier Gerard, de Arthur Conan Doyle, que segue um oficial da cavalaria francesa fictícia durante as Guerras Napoleônicas.

## Elenco
- Lewis Waller - Brigadier Gerard

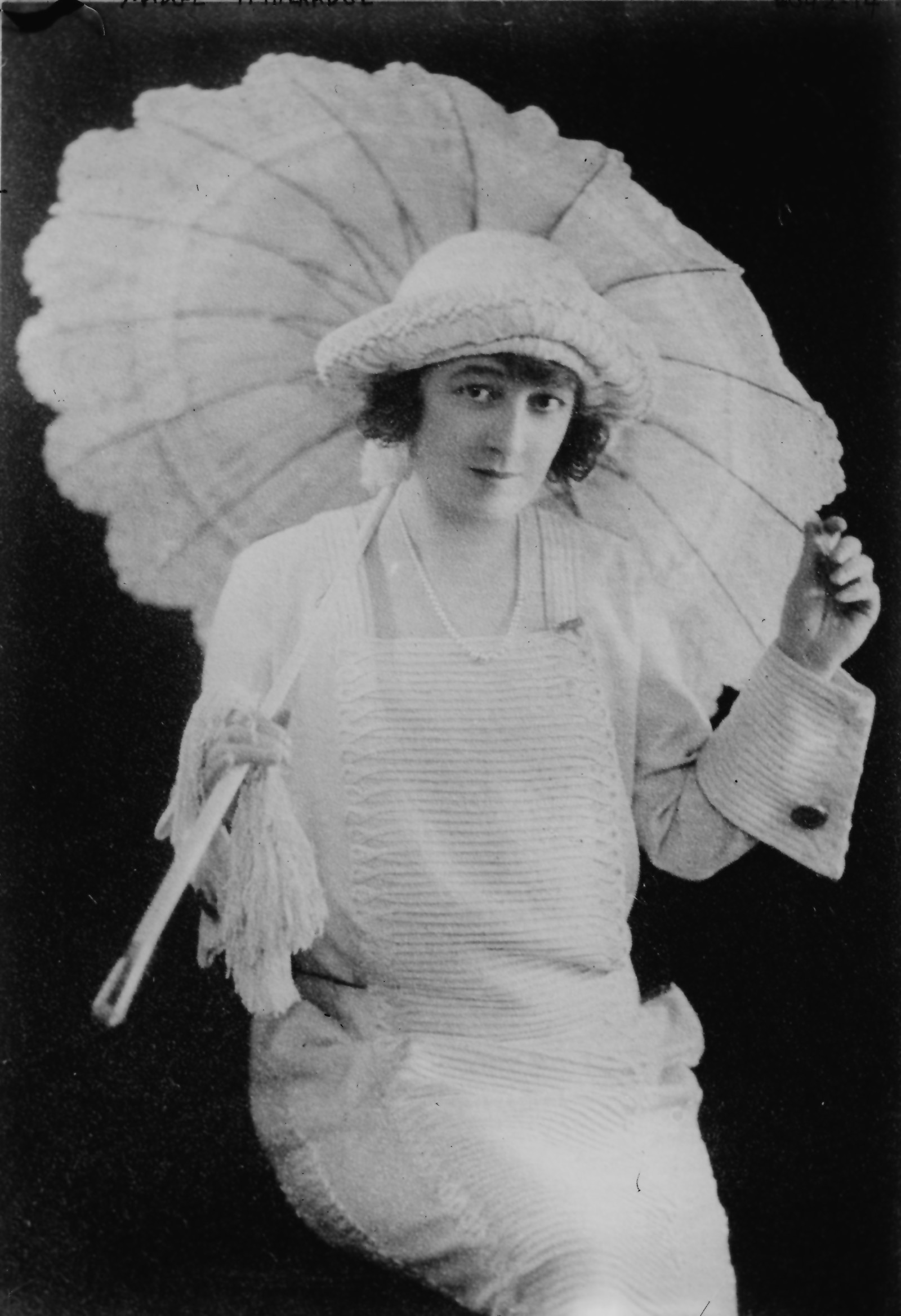
Madge Titheradge

- Madge Titheradge - Condessa de Rochequelaune
- A.E. George - Napoleão
- Blanche Forsythe - Agnes
- Austin Leigh - General Coulaincourt
- Frank Cochrane - Pierre
- Fernand Mailly - Talleyrand
- R.F. Symons - Major Olivier
- Philip Renouf - Jacques